# Rébellion de Wyatt

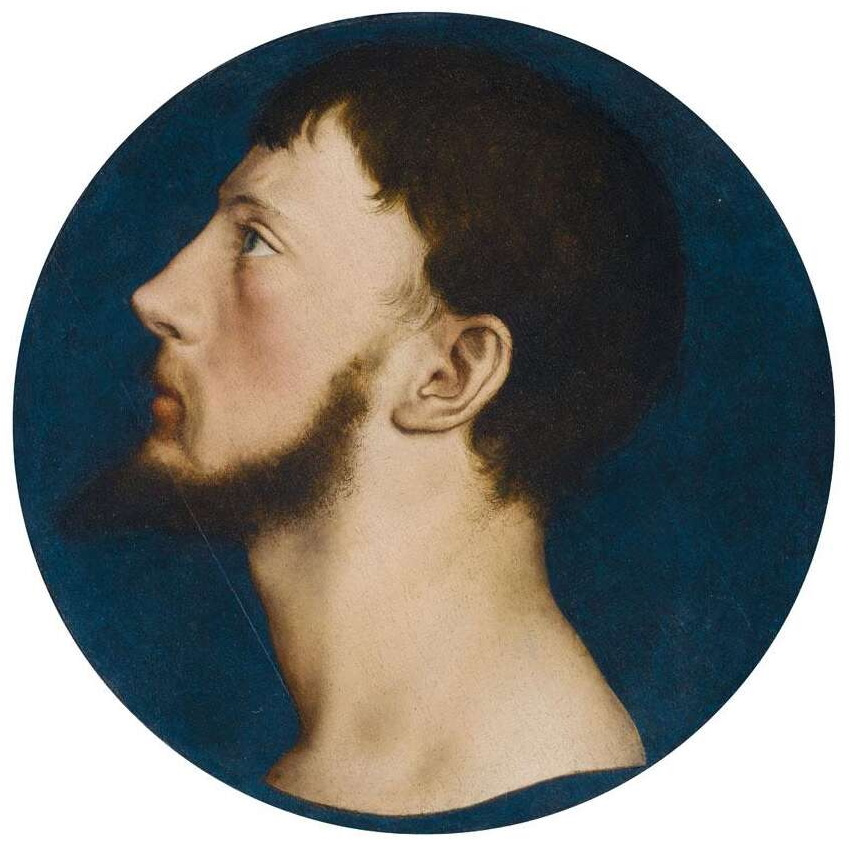
Portrait de Thomas Wyatt le Jeune, par Hans Holbein le Jeune (vers 1540-1542).

La rébellion de Wyatt, ou révolte de Wyatt, est un soulèvement populaire qui a eu lieu en Angleterre en 1554, ainsi nommé d'après son principal leader, Thomas Wyatt le Jeune. La rébellion est née de la détermination de la reine Marie Ire de prendre Philippe d'Espagne pour époux. Ce choix d'un mariage étranger était impopulaire chez les Anglais. 

## Contexte
Au cours de son bref règne entre 1547 et 1553, Édouard VI, dans le prolongement de son père Henri VIII, a imposé la réforme protestante. À sa mort en 1553, sa demi-sœur Marie Tudor est l'héritière légitime, mais Édouard, voulant préserver l'orientation religieuse protestante – Marie professe la foi catholique –, lui a opposé par testament une cousine, Jeanne Grey . Le pays n'est pas encore marqué religieusement et Marie fait valoir facilement ses droits.
La nouvelle héritière, sa demi-sœur Élisabeth, est, elle, protestante. Pour l'écarter et asseoir la nouvelle orientation religieuse qu'elle veut donner au pays, Marie choisit, sur les conseils de son cousin Charles Quint, d'épouser Philippe d'Espagne.

## Motivations
Beaucoup d'historiens, comme le spécialiste de la période Tudor David Loades, considèrent que la rébellion a été principalement motivée par des considérations politiques et religieuses et notamment la volonté d'empêcher le mariage impopulaire de la reine Marie avec Philippe d'Espagne. Le 16 novembre 1553, une délégation parlementaire avait demandé officiellement à la reine de choisir un mari anglais. Le candidat implicite, soutenu par le chancelier Étienne Gardiner, était un petit-cousin de la reine, Édouard Courtenay, comte de Devon. Un indicateur du nom de William Thomas révéla le complot en affirmant que le but était d'assassiner la reine. Cependant le procès de Wyatt a démontré que telle n'était pas l'intention des conspirateurs.

## Les plans initiaux
Le soulèvement devait être mené conjointement par :
- Thomas Wyatt, qui possédait de vastes propriété et une grande influence dans le Kent
- James Croft, d'une famille influente dans le Herefordshire
- Peter Carew, membre du Parlement pour le comté de Devon
- Henry Grey, 1er duc de Suffolk, le père de Jeanne Grey, basé dans le Leicestershire.

Chacun devait prendre la tête des rebelles dans les quatre comtés et converger sur Londres le 18 mars 1554. Marie aurait été remplacée sur le trône d'Angleterre par sa demi-sœur Élisabeth, laquelle aurait pris pour époux Édouard Courtenay. D'autres conspirateurs, outre Courtenay, étaient impliqués, notamment Nicholas Throckmorton ou le mathématicien Leonard Digges. L'ambassadeur de France Antoine de Noailles ne pouvait qu'être favorable au mouvement sachant que l'union des couronnes d'Espagne et d'Angleterre ne pouvait aller dans le sens des intérêts français.
Simon Renard, l'ambassadeur impérial en Angleterre, ayant soupçonné le complot, en informe le lord chancelier Stephen Gardiner. Il semble également que des courriers de Wyatt, notamment à Élisabeth, aient été interceptés par les agents du gouvernement anglais. Le 21 janvier, Édouard Courtenay est arrêté et fait des aveux volontaires. La décision est alors prise par les comploteurs d'avancer l'insurrection.
Le lendemain, James Croft, se rendant compte que les circonstances n'étaient plus favorables, abandonne la partie. Henry Grey est plus déterminé mais ne peut réunir qu'une force de 140 rebelles. Il ne peut prendre Coventry et se livre spontanément. Il sera par la suite jugé et décapité tout comme sa fille Jeanne Grey et son gendre Guilford Dudley. Peter Carew essaye de soulever Exeter dans le Devon, mais les nobles protestants sont réticents et la population est en majorité catholique. Par ailleurs, le rôle répressif qu'il a joué précédemment lors de la Révolte du livre de la prière commune nuit à sa réputation. Un mandat d'arrêt est émis, mais il arrive à fuir en Normandie. Il sera repris ultérieurement.
Seul Wyatt a réussi à lever une force suffisante. Le 22 janvier 1554, il convoque ses amis dans son château d'Allington et fixe au 25 janvier la marche sur Londres.

## La rébellion de Wyatt
Le 26 janvier, Wyatt occupe Rochester et publie une proclamation pour l'ensemble du comté. Au début, les partisans de la reine, commandés par Lord Abergavenny et le shérif Sir Robert Southwell, semblent être en mesure de réprimer l'insurrection, les forces rebelles n'atteignant que 500 hommes à Hartley Bois le 28 janvier. Mais le mariage espagnol était très impopulaire, et le comté de Kent, terre de lollards, avait été parmi les plus touchés d'Angleterre par la prédication des réformateurs. Les hommes de Abergavenny et de Southwell désertent ou rejoignent les forces de Wyatt qui atteignent alors 3 000 hommes. Un détachement de la milice londonienne est envoyé contre lui sous le commandement du duc de Norfolk. Mais la plupart rejoignent les rebelles et le duc doit s'enfuir à Londres. Les troupes rebelles s'élèvent désormais à 4 000 hommes.
La princesse Élisabeth est convoquée à la cour ; elle sera incarcérée à la Tour de Londres du 18 mars au 19 mai, puis placée pendant un an en résidence surveillée au château de Woodstock. Devant l'ampleur du soulèvement, la reine et le conseil envoient une députation pour négocier avec Wyatt. Ce dernier exige la livraison de la Tour de Londres et la garde entre ses mains de la reine même. L'insolence de ces demandes fait perdre à Wyatt le capital de sympathie que le mouvement avait pu conquérir. Marie, de son côté, a su rallier la capitale à sa cause en tenant le 1er février un courageux discours à l'Hôtel de Ville.
L'armée de Wyatt atteint Southwark le 3 février. Les partisans de Marie occupent London Bridge et les rebelles ne peuvent réussir à pénétrer dans la ville. Wyatt est chassé de Southwark par les menaces de Lord Chandos, prêt à tirer au canon sur les faubourgs à partir de la Tour de Londres.
Refusant d'abandonner, les rebelles se dirigent vers Kingston, mais ils sont arrêtés aux portes de la City. L'armée rebelle doit se replier le 7 février.

## Conséquences
Devant l'échec de l'insurrection, Wyatt doit se rendre le 7 février. Il est jugé et exécuté avec environ 90 rebelles, la plupart pendus et écartelés. Wyatt lui-même fut longuement torturé dans l'espoir d'arracher des aveux impliquant Élisabeth. Il est décapité à Tower Hill le 11 avril et son corps écartelé. Édouard Courtenay est exilé. Lord Thomas Grey et William Thomas sont tous deux exécutés. Throckmorton, déclaré non coupable, est libéré. Nicholas Arnold, avec quelques autres meneurs, n'a jamais été traduit en justice et finalement gracié. Peter Carew a été emprisonné mais libéré et James Croft a été jugé et reconnu coupable, mais finalement gracié. William St Loe a également évité la punition.
Elizabeth a été interrogée et menacée, mais fut finalement épargnée, faute de preuves.
La rébellion s'est révélée désastreuse pour la famille Wyatt. Ils perdent leur titre et leurs terres, y compris la maison familiale, le château de Allington. Toutefois, lorsque Élisabeth, à son tour, monte sur le trône, elle restitue les titres et les terres à un parent éloigné de la famille.

### Source
- (en) Cet article est partiellement ou en totalité issu de l’article de Wikipédia en anglais intitulé « Wyatt's rebellion » (voir la liste des auteurs).